# Endel Taniloo
Endel Eduard Taniloo, né Danilov le 5 janvier 1923 à Tartu et mort le 28 novembre 2019 dans la même ville, est un sculpteur estonien.

## Biographie
Fils d'Eduard Taniloo et Ida-Vilhelmine Taniloo, Endel Taniloo naît à Tartu. Endel Taniloo étudie au séminaire des enseignants de Tartu (Tartu Ülikooli Õpetajate Seminar) de 1940 à 1943, puis à l'école d'art Pallas de 1943 à 1944. Mobilisé par l'armée allemande en 1944, il est capturé par les Soviétiques et reste en 1944-1946, prisonnier de guerre en Union soviétique, dans les camps de Novossibirsk et Kemerovo. Après sa libération, il poursuit ses études à l'université de Tartu de 1946 à 1952.
Endel Taniloo est enseignant à l'école des arts à partir de 1959. Il a été chargé de cours au département de peinture de l'université de Tartu de 1992 à 1995.
Il a été président du département de 1977 à 1987, puis membre du conseil d'administration de l'Union des artistes de Tartu.
Il est membre honoraire de l'association artistique Vanemuine et membre du groupe des Amis du Musée national estonien.
La médaille de Tartu lui est décernée par le gouvernement de la ville de Tartu en 2004. Il reçoit le Prix annuel du ministère de la Culture en 2006.
Il décède le 28 novembre 2019.

## Œuvres
- Sculpture de Lénine à Tartu : réalisée en 1952-, avec August Vomm, Garibald Pommer et Ferdi Sannamaes, démontée en 1990.
- Buste de la folkloriste Marta Mäesalu (Musée littéraire d'Estonie)[4]